# San Valentino al Villaggio Olimpico

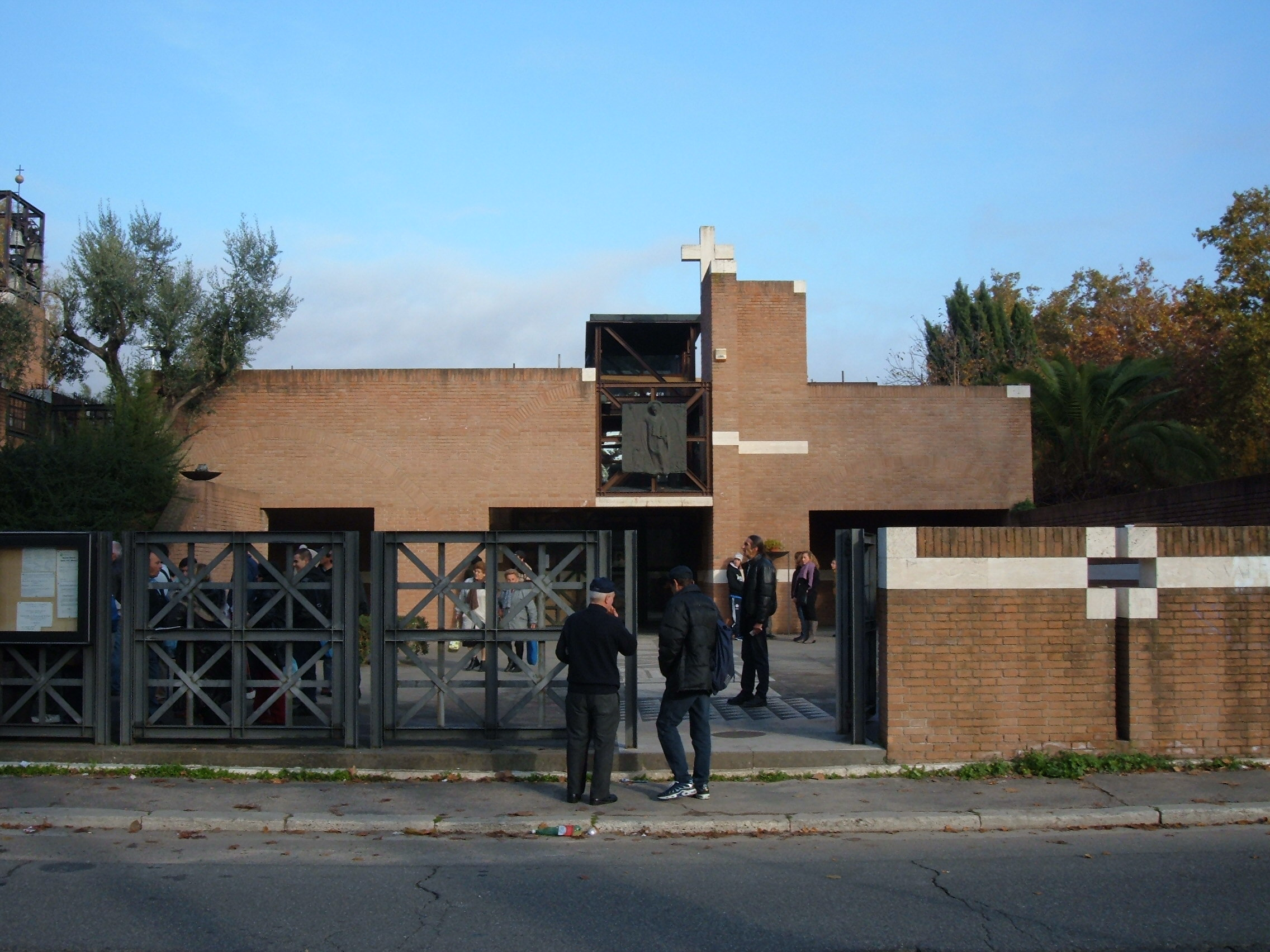
Vista da fachada.

San Valentino al Villaggio Olimpico é uma igreja localizada na Viale XVII Olimpiade, 13, no quartiere Parioli de Roma, na zona urbana de Villaggio Olimpico. É dedicada a São Valentim.

## História

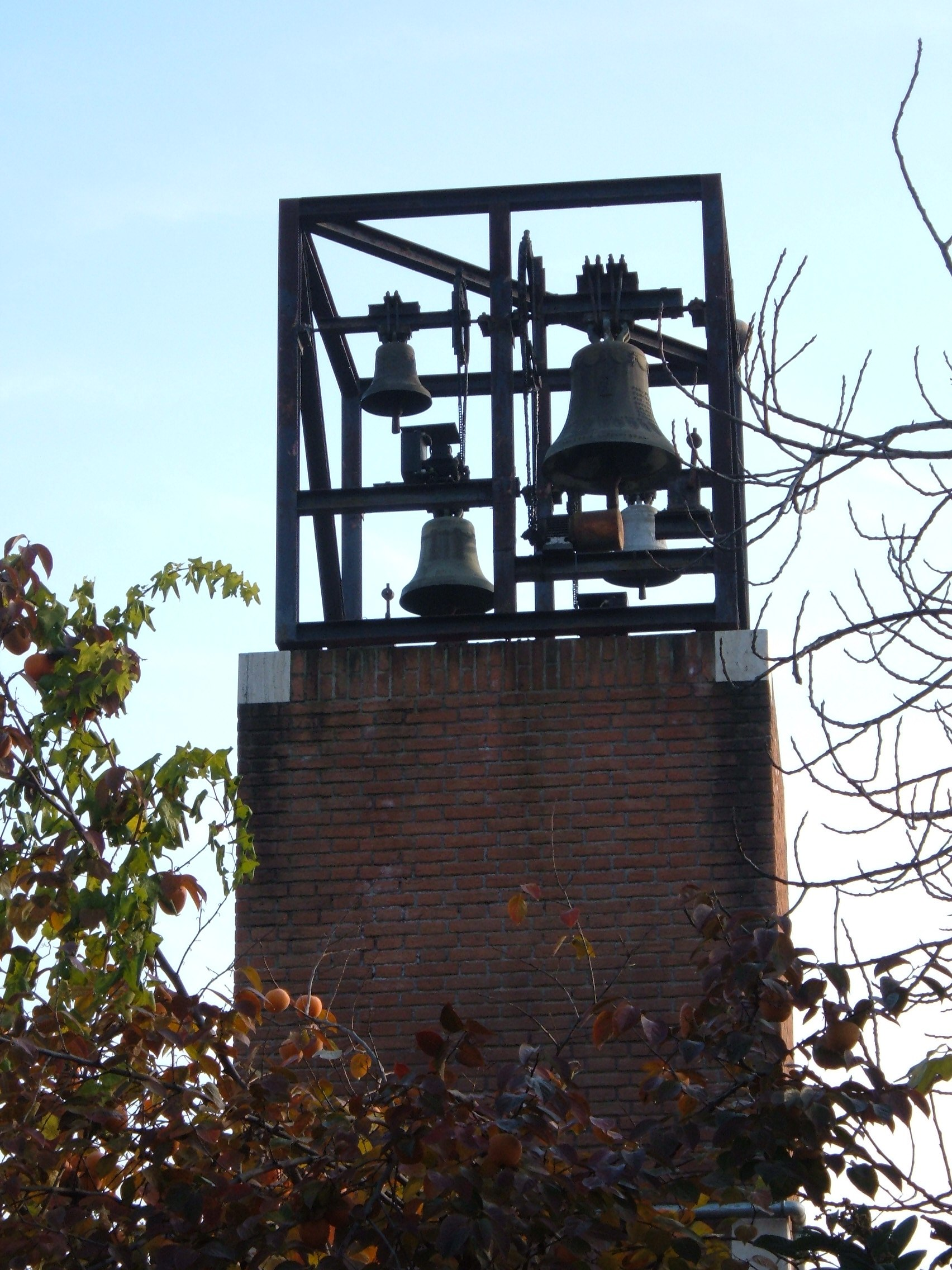
Vista dos sinos no alto do campanário moderno.

### Antiga igreja
Esta igreja foi concebida como sucessora da basílica e da Catacumba de São Valentim, um complexo paleocristão arruinado que continha um santuário do santo padroeiro e fica nas imediações. O primeiro local de culto moderno na região foi encomendado pelo papa São João XXIII para os Jogos Olímpicos de 1960 e, no plano original para a Vila Olímpica, ela ficaria onde hoje está um jardim entre a Viale XVII Olimpiade e a Piazza Jan Palach. Porém, o plano para a igreja foi abortado por que (aparentemente) os preparativos foram mal executados e atrasaram demais, o que resultou na realização dos jogos sem que a Vila Olímpica tivesse uma igreja dedicada, o que foi considerado, na época, como um embaraço para a Santa Sé e para a Diocese de Roma.
Depois dos jogos, as unidades residenciais construídas na Vila foram entregues a servidores públicos e militares. Para atender a nova população permanente, uma paróquia foi criada em 1962, que passou a utilizar uma igreja temporária na extremidade norte da Via Bulgaria. Até 1979, o pequeno edifício pré-fabricado teve que suprir a demanda, contudo, já naquele ano, o arquiteto Francesco Berarducci inaugurou um novo edifício para a nova igreja definitiva e do centro paroquial. Ele foi auxiliado por Ludovico Alessandri e o engenheiro a cargo da obra foi Tommaso Mazzetti. A obra terminou em 1985, o edifício foi formalmente dedicado no ano seguinte e as acomodações paroquiais anexas foram finalmente terminadas em 1987.
A antiga igreja pré-fabricada (hoje desconsagrada) ainda sobrevive no extremo norte da Via Bulgaria, na Piazza Jan Palach 30, escondida no canto noroeste da praça propriamente dita. O edifício atualmente é utilizado comercialmente. O edifício abrigava a antiga igreja de quatro baias (a leste) e os antigos escritórios paroquiais (para o oeste).

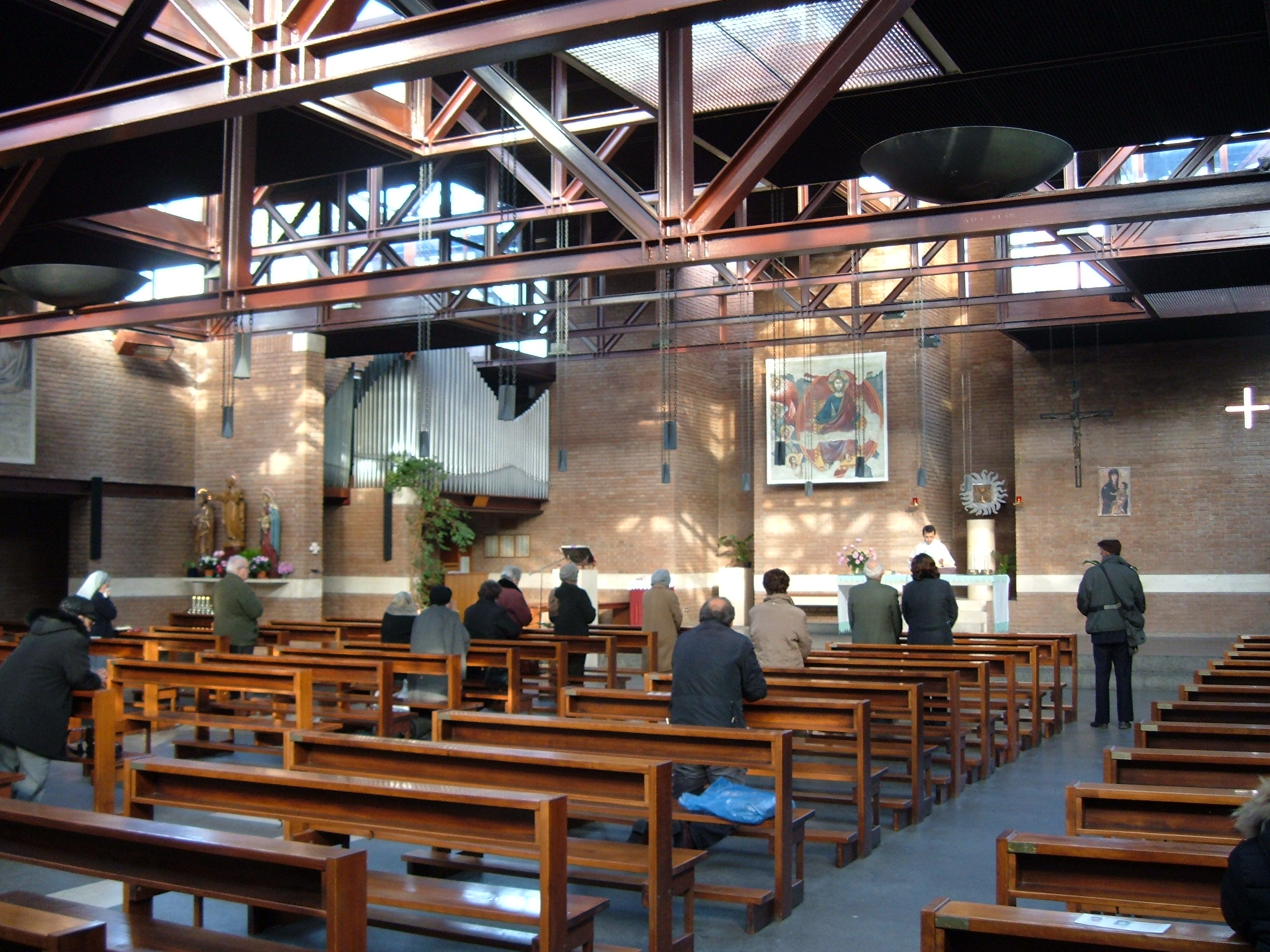
Vista do interior.

### Igreja atual
A nova igreja de Francesco Berarducci foi consagrada pelo cardeal Ugo Poletti em 23 de novembro de 1986. De tijolos aparentes com cobertura de aço e vidro, a igreja é precedida por uma estátua de um anjo, uma cópia de um dos anjos da Ponte Sant'Angelo
Ela é sede de uma paróquia criada em 2 de maio de 1962 por um decreto do cardeal-vigário Clemente Micara Ludis olimpicis solemniter e foi entregue ao clero da Diocese de Roma. Dois papas a visitaram, Paulo VI em 5 de junho de 1969 (ainda na estrutura antiga) e São João Paulo II em 16 de fevereiro de 1992.